# Északi-sarkvidéki Tanács
Az Északi-sarkvidéki Tanács (Arctic Council) az északi sarkköri országokat tömörítő, 1996-ban alakult kormányközi regionális szervezet.  A szervezet tagjai közé az a nyolc ország tartozik, melynek területe – vagy annak egy része – az északi sarkkörön belülre esik; azaz Kanada, Dánia, Finnország, Izland, Norvégia, Oroszország, Svédország és az Egyesült Államok.
Az 1996-ban ratifikált ottawai nyilatkozat közzétételével létrejött szervezet célja a nemzetközi konfliktusok elkerülése, az érdekek összesimítása, ideértve a fenntartható fejlődést és a klíma- és környezetvédelmet. A nyilatkozat a különféle őslakos közösségek és az északi sarkvidék más lakosainak részvételéről is rendelkezik. 

## Tagság és részvétel
A Tanács tevékenységében tagok, megfigyelő országok, valamint megfigyelő szervezetek vesznek részt.

### Tagállamok
- Kanada
- Dánia; (Grönlandot is képviselve)
- Finnország
- Izland
- Norvégia
- Oroszország
- Svédország
- USA

### Szervezetek
A nyolc tagállamból hétben jelentős számú őslakos él, ezek szervezetei állandó résztvevői a Tanácsnak, a résztvevő állandó szervezeteik száma ugyanakkor nem haladhatja meg a tagállamok számát. Az északi sarkvidék őslakos egyesületei képviselik többek között az alaszkai, kanadai, a skandináv területek, az Orosz Föderáció északi, szibériai és távol-keleti őslakosait. 

### Megfigyelő országok
- Németország, 1998
- Hollandia, 1998
- Lengyelország, 1998
- Egyesült királyság, 1998
- Franciaország, 2000
- Spanyolország, 2006
- Kína, 2013
- India, 2013
- Olaszország, 2013
- Japán, 2013
- Dél-Korea, 2013
- Szingapúr, 2013
- Svájc, 2017

## Elnökség
A szervezet elnöksége kétéves ciklusban változik.
- Kanada (1996–1998)[5]
- Egyesült Államok (1998–2000)[6]
- Finnország (2000–2002)[7]
- Izland (2002–2004)[7]
- Oroszország (2004–2006)[7]
- Norvégia (2006–2009)[7]
- Dánia (2009–2011)[7][8]
- Svédország (2011–2013)[4][9]
- Kanada (2013–2015)[10]
- Egyesült Államok (2015–2017)[6]
- Finnország (2017–2019)[11][12]
- Izland (2019–2021)[13]
- Oroszország (2021–2023)
- Norvégia (2023–2025)[14]